# タレーランのベルギー分割計画

フランスによるベルギー分割計画。

タレーランのベルギー分割計画（タレーランのベルギーぶんかつけいかく、英語: Talleyrand partition plan for Belgium）は、1830年のロンドン会議においてフランス駐イギリス大使シャルル＝モーリス・ド・タレーラン＝ペリゴールが提案した、ベルギーの分割案。当時、イギリス、フランス、プロイセン、ロシア、オーストリアの5大国は独立革命に成功したベルギーの処遇について討議していた。

## 背景
独立要求の世論が高まっていたにもかかわらず、ヨーロッパ諸国はベルギーの処遇について意見が割れた。フランスはフランス語圏のワロン地域の分離を主張、フランスへの併合も視野に入れていた。しかしフランスの要求は諸国に拒否され、ウィーン会議で決定されたオランダとの連合が継続するべきとされた。しかし、瞬く間に広まった民衆反乱はオランダの南ネーデルラント統治を終わらせ、ウィーン会議での決定を覆した。ベルギー人はブリュッセルで臨時政府を設立したが、ヨーロッパ諸国はベルギー人を懐柔しつつオランダとの連合を維持しようとした。ナポレオン時代より、イギリスは「ロンドンの心臓に指しているピストル」と評されたアントウェルペンが敵国フランスの手に落ちることを恐れていた。実際、アントウェルペンの価値はナポレオン・ボナパルトも気づいており、彼はフランス艦隊のためにアントウェルペン港の建設を命じた。

## 分割案
議論が膠着に陥ったため、タレーランは南ネーデルラントの分割を提案した。
- アントウェルペン市を除くアントウェルペン州、そしてブラバント州のうち元オラニエ家領のディスト（英語版）はオランダ領に残る。リンブルフ州（英語版）のうちマース川西岸地域はマーストリヒトを除きオランダ領に残る。
- リエージュ州、リンブルフ州、ナミュール州のうちマース川東岸地域はプロイセン王国に割譲される。また、マーストリヒト、ナミュール、リエージュの3都市、ルクセンブルク大公国もプロイセンに割譲される。
- オースト＝フランデレン州の一部、ブラバント州のほぼ全域、エノー州、そしてナミュール州のうちマース川東岸地域はフランスに割譲される。
- ウェスト＝フランデレン州、オースト＝フランデレン州の大半（ゼーウス＝フランデレン（英語版）を含む。ただしゼーウス＝フランデレンは長らくオランダに統治されており、一般的には南ネーデルラントの一部とはみなされない）、そしてアントウェルペン市はイギリス保護領の「アントウェルペン自由国」（Free State of Antwerp）となる。フランドル伯領に近い領土で復活した形となる。

## 結果
タレーランの分割案はヨーロッパ諸国に拒否され、結果的にはベルギーが独立国となる案が受け入れられた。当時ベルギーはフランスとそれ以外のヨーロッパ諸国の間の緩衝国という扱いだったが、タレーランの分割案はベルギーの歴史でしばしば取り上げられるベルギー分割案の1つとなった。現代の分割案ではフランス語圏（ワロン地域）とオランダ語圏（フランドル）とで分けるといったものがあるが、フランス語圏であるブリュッセルがワロンではなくフランドルにある、といった難点がある。